# Колли (деревня)
Ко́лли (эст. Kolli) — деревня в волости Отепя уезда Валгамаа, Эстония.
До административной реформы местных самоуправлений Эстонии 2017 года входила в состав волости Пука (упразднена).

## География и описание
Расположена в южной части Эстонии. Расстояние от деревни до уездного центра — города Валга — 32 километра, до волостного центра — города Отепя — 16,5 километра. Высота над уровнем моря — 103 метра.
Климат умеренный. Официальный язык — эстонский. Почтовые индексы: 67204, 67217.

## Население
По данным переписи населения 2021 года, в Колли проживал 41 человек, все — эстонцы.
По состоянию на 1 января 2020 года в деревне насчитывался 51 житель, из них 26 мужчин и 25 женщин; детей в возрасте до 14 лет включительно — 3, лиц пенсионного возраста (65 лет и старше) — 3.
По данным переписи населения 2011 года, в деревне проживали 50 человек, все — эстонцы.
Численность населения деревни Колли:
| Год  | 1959 | 1970 | 1979 | 1989 | 2000 | 2011 | 2017 | 2018 | 2019 | 2020 | 2021 |
| ---- | ---- | ---- | ---- | ---- | ---- | ---- | ---- | ---- | ---- | ---- | ---- |
| Чел. | 47   | ↘ 22 | ↗ 50 | ↘ 49 | ↗ 53 | ↘ 50 | ↗ 51 | ↘ 49 | ↗ 50 | ↗ 51 | ↘ 41 |

## История
В письменных источниках 1758 года упоминается Kolly Thootz, 1805 года — Kolli Mang, 1949 года — Колли (деревня).
С конца XVIII века Колли был одним из хуторов мызы Пука. В  1940-х годах от него произошло название деревни.
В 1977 году, в период кампании по укрупнению деревень, с Колли были объединены деревни Кооза (эст. Koosa) и Тсопи (эст. Tsopi).

### Источник Нуудаляте

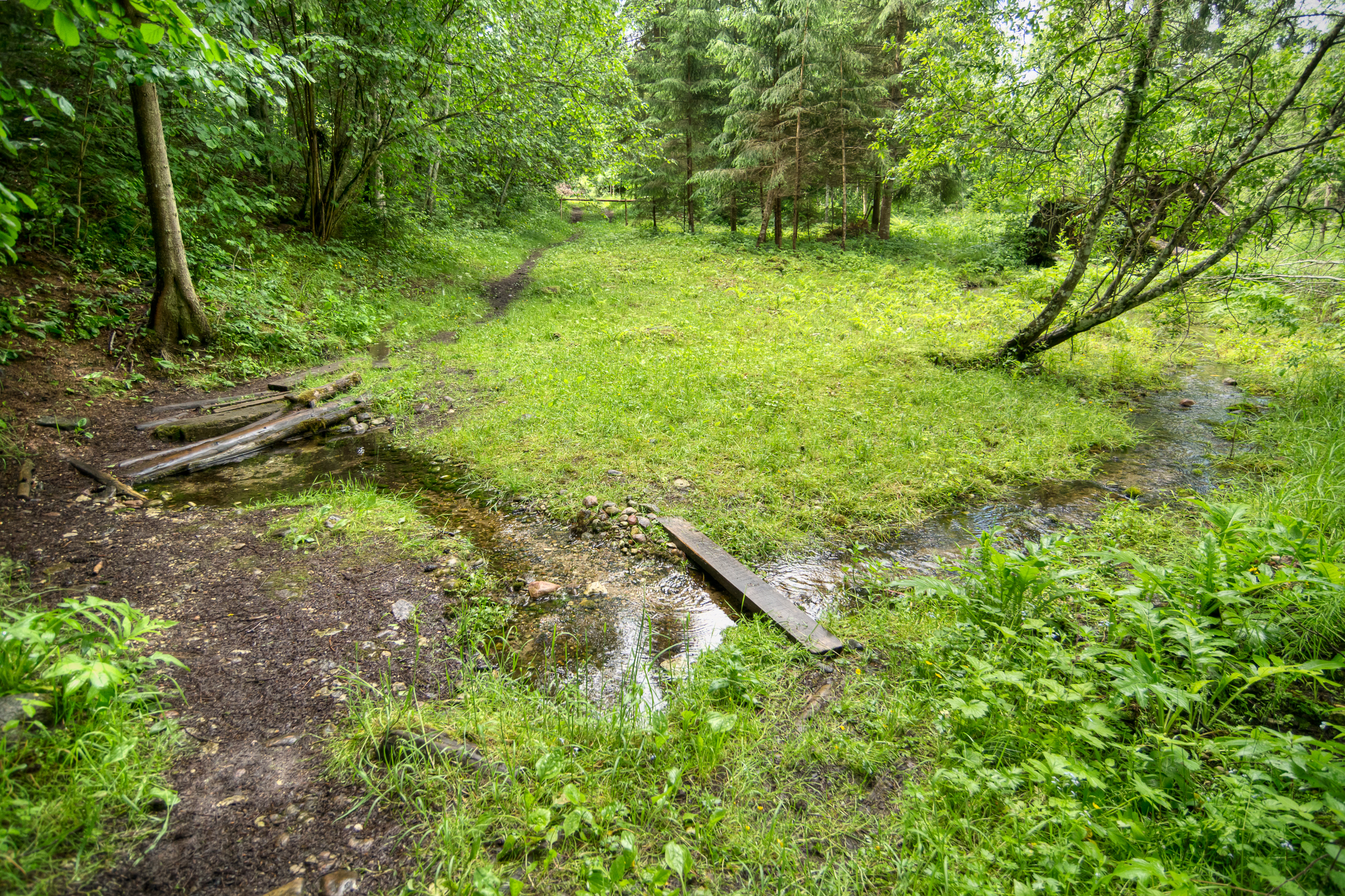
Источник Нуудаляте летом 2014 года

На территории деревни, в лесу, у подножия высокого холма, находится жертвенный источник Нуудаляте. Памятник археологии, внесён в Государственный регистр памятников культуры Эстонии.
Об источнике сообщили в Инспекцию музеев и охраны памятников культуры Министерства культуры Эстонской ССР Валгаский краеведческий музей и старший методист по памятникам культуры Валгаского района письмом от 20 сентября 1974 года. Согласно описанию 1979 года, ширина источника — около 2 метров, по краям камни, дно песчаное. Глубина в октябре 1979 года составляла около 20 сантиметров. Как место жертвоприношения источник использовался во II веке.

## Происхождение топонима
Добавочное имя Koll(i) ~ Kolle известно уже с XV века. Его основой может быть старорусское личное имя Голь (от слова голый — «очень бедный»), которое упоминается в новгородских письменных источниках конца XV века.